# Opérations Place nette
Les opérations Place nette sont des opérations menées par les forces de l'ordre en France depuis le dernier trimestre 2023, notamment dans le cadre de la lutte contre le trafic de stupéfiants et les violences en découlant. Ces opérations sont très médiatisées, et font l'objet d'une communication fournie des services de l'État. Malgré un accueil plutôt positif dans la population générale, certaines critiques s'interrogent sur l'impact réel sur le trafic de drogues, et de la réalité des suites judiciaires.

## Principe et origine
Une opération Place nette est une action de police comprenant une forte mobilisation humaine et politique. Elle est en général précédée d'une opération judiciaire de grande ampleur. Elle est souvent qualifiée d'opération « coup-de-poing », de par sa nature soudaine et intense. Le nom de l'opération convoie la volonté gouvernementale de démantèlement des réseaux de trafic, et de restauration de l'ordre.
Selon le ministère de l'Intérieur, l'objectif principal de ces opérations est de « renforcer la lutte contre la délinquance et plus particulièrement le trafic de stupéfiants ». Elles consistent en des « contrôles des parties communes et des caves, contrôles d’identité sur réquisition du procureur de la République, mobilisation de chiens spécialisés en recherche de stupéfiants et armes, contrôles de commerces, sécurisation des transports en commun, enlèvements systématiques de véhicules dits « ventouses », etc. »
Des opérations Place nette dites « XXL » ont également été mises en place. Il s'agit de campagnes de grande ampleur, visant à interpeller de nombreux délinquants. Plusieurs de ces opérations peuvent être menées simultanément dans différentes villes.

## Historique des opérations
- Fin 2023, des opérations Place nette ont lieu à Nantes et Saint-Nazaire[5].
- Le 29 novembre et le 21 décembre 2023, deux opérations de police se tiennent à Rennes, notamment dans les quartiers de Maurepas[6], Villejean et la dalle Kennedy, la rue Léon Ricottier et les places d’Italie et du Banat, au Blosne[7].
- Le 18 mars 2024, à Marseille, sur fond de violences entre gangs, une opération Place nette XXL est lancée. Le lendemain, Emmanuel Macron visite le quartier de la Castellane, où se sont concentrées de nombreuses actions policières. Il annonce la poursuite de l'opération durant plusieurs semaines[8].
- Du 19 au 21 mars, Montargis est à son tour concerné[9].
- Le 25 mars 2024, plusieurs opérations XXL sont déclenchées simultanément à 6 h. Dans la métropole lilloise, les actions se concentrent principalement à Roubaix, ainsi que dans certains quartiers de Lille, Tourcoing et Villeneuve-d'Ascq[10]. D'autres opérations sont menées à Dijon, Villeurbanne, et en région parisienne à Sevran et Colombes. Le ministre de l'intérieur, Gérald Darmanin, se rend à Roubaix le matin même[11],[12].
- Le 2 avril 2024, trois nouvelles opérations Place nette XXL sont menées à Toulouse, Strasbourg et Nantes[13].
- Le 7 avril 2024, 70 kg de cannabis, 20 lingots d'or, 1 kg de cocaïne, 7 000 euros en espèces et des armes sont découverts au domicile familial de Jamilah Habsaoui, maire (DVG) d’Avallon (Yonne)[14],[15], où son frère et son père habitent. C'est son frère qui aurait entreposé la drogue dans la maison, sans que l'élue ne soit au courant. Il serait bien connu des services de police et a été condamné il y a dix ans pour trafic de stupéfiants[16],[15]. Au moins 7 personnes ont été placées en garde à vue, dont la maire d’Avallon, ainsi que deux de ses frères[15].
- Le 8 avril 2024, une opération Place nette est menée à Saint-Dié-des-Vosges, dans le quartier de Kellerman, mobilisant une centaine de policiers[17].
- Le 16 avril 2024, l'État met en œuvre une opération « Mayotte place nette ». Elle devrait mobiliser près de 1700 membres des forces de l'ordre et s'étendre jusqu'à fin juin[18].

## Bilan des opérations
Selon la Police nationale, au 3 mars 2024 : 
- 120 opérations ont été menées dans toute la France ;
- 5 698 effectifs de police ont été engagés ;
- 1 154 interpellations ont été réalisées ;
- près de 1 875 000 euros d’avoirs criminels ont été saisis ;
- plus de 875 kilos de cannabis ont été saisis ;
- plus de 15 kilos de cocaïne ont été saisis ;
- près de 17 kilos d’héroïne ont été saisis ;
- 98 armes ont été saisies ;
- 29 véhicules ont été saisis.

Selon les données compilées par NORML France, 99,7% du cannabis circulant en France est resté sur le marché noir après les opérations Place Nette.